# Tomasz Tłuczyński
Tomasz Tłuczyński (født 19. april 1979 i Kielce, Polen) er en polsk håndboldspiller, der til dagligt spiller for den tyske klub TSV Hannover-Burgdorf. Han kom til klubben i 2005, og har spillet for tyske klubber i hele sin karriere. 

## Landshold
Tłuczyński spiller desuden for det polske landshold, som han blandt andet vandt sølv med ved VM i 2007, hvor man i semifinalen besejrede Danmark, inden man i finalen tabte til værtslandet Tyskland.